# Polscy medaliści mistrzostw świata w narciarstwie klasycznym
Polscy medaliści mistrzostw świata w narciarstwie klasycznym – zestawienie reprezentujących Polskę zawodników i zawodniczek, którzy zdobyli przynajmniej jeden medal mistrzostw świata w narciarstwie klasycznym.
Pierwszym polskim medalistą mistrzostw świata jest Stanisław Marusarz, który w 1938 roku został wicemistrzem świata w konkursie skoków narciarskich na skoczni dużej. Łącznie na podium mistrzostw świata w narciarstwie klasycznym stanęło osiemnaścioro reprezentantów Polski, w tym dwóch na zasadzie „podwójnego mistrzostwa”, zgodnie z którą w latach 1924–1980 każdy medalista igrzysk olimpijskich stawał się automatycznie medalistą mistrzostw świata. Uwzględniając tę zasadę, pierwszym polskim złotym medalistą MŚ został w 1972 roku Wojciech Fortuna, który zdobył złoto olimpijskie w skokach narciarskich. Ponadto tytuły mistrzowskie zdobywali: Józef Łuszczek i Justyna Kowalczyk w biegach narciarskich oraz Adam Małysz, Kamil Stoch, Piotr Żyła, Dawid Kubacki i Maciej Kot w skokach.
Najbardziej utytułowanym polskim zawodnikiem jest Adam Małysz, który czterokrotnie zdobywał tytuł mistrza świata. Najwięcej medali zdobyła Justyna Kowalczyk – osiem. W 2011 polscy reprezentanci zdobyli najwięcej medali podczas jednej edycji mistrzostw – cztery. W latach 2003 i 2009 uzyskali największą liczbę złotych medali – po dwa. Łączna liczba wszystkich medali wywalczonych przez polskich zawodników wynosi 34, z czego 21 w skokach narciarskich, 11 w biegach oraz 2 w kombinacji norweskiej.

## Medaliści chronologicznie
W tabeli zebrani są polscy medaliści mistrzostw świata w kolejności chronologicznej. Do zestawienia włączeni zostali dwaj medaliści olimpijscy – Franciszek Gąsienica Groń i Wojciech Fortuna (w tabeli wyróżnieni kursywą), którzy, zgodnie z obowiązującą do 1980 roku zasadą „podwójnego mistrzostwa”, zostali jednocześnie medalistami igrzysk olimpijskich i mistrzostw świata.
| Lp. | Rok i miejsce           | Medal   | Medalista                                            | Dyscyplina          | Konkurencja                                | Źródło |
| --- | ----------------------- | ------- | ---------------------------------------------------- | ------------------- | ------------------------------------------ | ------ |
| 1.  | 1938, Lahti             | srebrny | Stanisław Marusarz                                   | skoki narciarskie   | konkurs indywidualny na skoczni dużej      | [ 2 ]  |
| 2.  | 1956, Cortina d’Ampezzo | brązowy | Franciszek Gąsienica Groń                            | kombinacja norweska | skoki na skoczni dużej + bieg na 15 km     | [ 3 ]  |
| 3.  | 1962, Zakopane          | srebrny | Antoni Łaciak                                        | skoki narciarskie   | konkurs indywidualny na skoczni normalnej  | [ 4 ]  |
| 4.  | 1970, Wysokie Tatry     | brązowy | Stanisław Gąsienica-Daniel                           | skoki narciarskie   | konkurs indywidualny na skoczni dużej      | [ 5 ]  |
| 5.  | 1972, Sapporo           | złoty   | Wojciech Fortuna                                     | skoki narciarskie   | konkurs indywidualny na skoczni dużej      | [ 6 ]  |
| 6.  | 1974, Falun             | brązowy | Jan Staszel                                          | biegi narciarskie   | bieg na 30 km techniką klasyczną           | [ 7 ]  |
| 7.  | 1974, Falun             | brązowy | Stefan Hula                                          | kombinacja norweska | skoki na skoczni normalnej + bieg na 15 km | [ 8 ]  |
| 8.  | 1978, Lahti             | brązowy | Józef Łuszczek                                       | biegi narciarskie   | bieg na 30 km techniką klasyczną           | [ 9 ]  |
| 9.  | 1978, Lahti             | złoty   | Józef Łuszczek                                       | biegi narciarskie   | bieg na 15 km techniką klasyczną           | [ 10 ] |
| 10. | 2001, Lahti             | srebrny | Adam Małysz                                          | skoki narciarskie   | konkurs indywidualny na skoczni dużej      | [ 11 ] |
| 11. | 2001, Lahti             | złoty   | Adam Małysz                                          | skoki narciarskie   | konkurs indywidualny na skoczni normalnej  | [ 12 ] |
| 12. | 2003, Val di Fiemme     | złoty   | Adam Małysz                                          | skoki narciarskie   | konkurs indywidualny na skoczni dużej      | [ 13 ] |
| 13. | 2003, Val di Fiemme     | złoty   | Adam Małysz                                          | skoki narciarskie   | konkurs indywidualny na skoczni normalnej  | [ 14 ] |
| 14. | 2007, Sapporo           | złoty   | Adam Małysz                                          | skoki narciarskie   | konkurs indywidualny na skoczni normalnej  | [ 15 ] |
| 15. | 2009, Liberec           | brązowy | Justyna Kowalczyk                                    | biegi narciarskie   | bieg na 10 km techniką klasyczną           | [ 16 ] |
| 16. | 2009, Liberec           | złoty   | Justyna Kowalczyk                                    | biegi narciarskie   | bieg łączony na 15 km                      | [ 17 ] |
| 17. | 2009, Liberec           | złoty   | Justyna Kowalczyk                                    | biegi narciarskie   | bieg na 30 km techniką dowolną             | [ 18 ] |
| 18. | 2011, Oslo              | srebrny | Justyna Kowalczyk                                    | biegi narciarskie   | bieg łączony na 15 km                      | [ 19 ] |
| 19. | 2011, Oslo              | brązowy | Adam Małysz                                          | skoki narciarskie   | konkurs indywidualny na skoczni normalnej  | [ 20 ] |
| 20. | 2011, Oslo              | srebrny | Justyna Kowalczyk                                    | biegi narciarskie   | bieg na 10 km techniką klasyczną           | [ 21 ] |
| 21. | 2011, Oslo              | brązowy | Justyna Kowalczyk                                    | biegi narciarskie   | bieg na 30 km techniką dowolną             | [ 22 ] |
| 22. | 2013, Val di Fiemme     | złoty   | Kamil Stoch                                          | skoki narciarskie   | konkurs indywidualny na skoczni dużej      | [ 23 ] |
| 23. | 2013, Val di Fiemme     | srebrny | Justyna Kowalczyk                                    | biegi narciarskie   | bieg na 30 km techniką klasyczną           | [ 24 ] |
| 24. | 2013, Val di Fiemme     | brązowy | Maciej Kot Piotr Żyła Dawid Kubacki Kamil Stoch      | skoki narciarskie   | konkurs drużynowy na skoczni dużej         | [ 25 ] |
| 25. | 2015, Falun             | brązowy | Justyna Kowalczyk Sylwia Jaśkowiec                   | biegi narciarskie   | sprint drużynowy                           | [ 26 ] |
| 26. | 2015, Falun             | brązowy | Piotr Żyła Klemens Murańka Jan Ziobro Kamil Stoch    | skoki narciarskie   | konkurs drużynowy na skoczni dużej         | [ 27 ] |
| 27. | 2017, Lahti             | brązowy | Piotr Żyła                                           | skoki narciarskie   | konkurs indywidualny na skoczni dużej      | [ 28 ] |
| 28. | 2017, Lahti             | złoty   | Piotr Żyła Dawid Kubacki Maciej Kot Kamil Stoch      | skoki narciarskie   | konkurs drużynowy na skoczni dużej         | [ 29 ] |
| 29. | 2019, Seefeld in Tirol  | złoty   | Dawid Kubacki                                        | skoki narciarskie   | konkurs indywidualny na skoczni normalnej  | [ 30 ] |
| 30. | 2019, Seefeld in Tirol  | srebrny | Kamil Stoch                                          | skoki narciarskie   | konkurs indywidualny na skoczni normalnej  | [ 30 ] |
| 31. | 2021, Oberstdorf        | złoty   | Piotr Żyła                                           | skoki narciarskie   | konkurs indywidualny na skoczni normalnej  | [ 31 ] |
| 32. | 2021, Oberstdorf        | brązowy | Piotr Żyła Andrzej Stękała Kamil Stoch Dawid Kubacki | skoki narciarskie   | konkurs drużynowy na skoczni dużej         | [ 32 ] |
| 33. | 2023, Planica           | złoty   | Piotr Żyła                                           | skoki narciarskie   | konkurs indywidualny na skoczni normalnej  | [ 33 ] |
| 34. | 2023, Planica           | brązowy | Dawid Kubacki                                        | skoki narciarskie   | konkurs indywidualny na skoczni dużej      | [ 34 ] |

## Medaliści według dyscyplin

### Biegi narciarskie
| Lp. | Data       | Miejsce       | Medal   | Zawodnik                           | Dystans         | Technika           | Czas       | Strata  | Zwycięzca                                                | Źródło |
| --- | ---------- | ------------- | ------- | ---------------------------------- | --------------- | ------------------ | ---------- | ------- | -------------------------------------------------------- | ------ |
| 1.  | 18.02.1974 | Falun         | brązowy | Jan Staszel                        | 30 km           | klasyczna          | 1:34:56,49 | 1:14,89 | Thomas Magnusson                                         | [ 35 ] |
| 2.  | 19.02.1978 | Lahti         | brązowy | Józef Łuszczek                     | 30 km           | klasyczna          | 1:33:52,21 | 56,21   | Siergiej Sawieljew                                       | [ 36 ] |
| 3.  | 21.02.1978 | Lahti         | złoty   | Józef Łuszczek                     | 15 km           | klasyczna          | 49:09,37   | –       | –                                                        | [ 37 ] |
| 4.  | 19.02.2009 | Liberec       | brązowy | Justyna Kowalczyk                  | 10 km           | klasyczna          | 28:24,3    | 11,5    | Aino-Kaisa Saarinen                                      | [ 16 ] |
| 5.  | 21.02.2009 | Liberec       | złoty   | Justyna Kowalczyk                  | 7,5 km + 7,5 km | klasyczna, dowolna | 40:55,3    | –       | –                                                        | [ 17 ] |
| 6.  | 28.02.2009 | Liberec       | złoty   | Justyna Kowalczyk                  | 30 km           | dowolna            | 1:16:10,6  | –       | –                                                        | [ 18 ] |
| 7.  | 26.02.2011 | Oslo          | srebrny | Justyna Kowalczyk                  | 7,5 km + 7,5 km | klasyczna, dowolna | 38:16,1    | 7,5     | Marit Bjørgen                                            | [ 19 ] |
| 8.  | 28.02.2011 | Oslo          | srebrny | Justyna Kowalczyk                  | 10 km           | klasyczna          | 27:43,4    | 4,1     | Marit Bjørgen                                            | [ 21 ] |
| 9.  | 05.03.2011 | Oslo          | brązowy | Justyna Kowalczyk                  | 30 km           | dowolna            | 1:25:19,1  | 1:34,0  | Therese Johaug                                           | [ 22 ] |
| 10. | 02.03.2013 | Val di Fiemme | srebrny | Justyna Kowalczyk                  | 30 km           | klasyczna          | 1:27:23,6  | 3,7     | Marit Bjørgen                                            | [ 24 ] |
| 11. | 22.02.2015 | Falun         | brązowy | Justyna Kowalczyk Sylwia Jaśkowiec | 6 x 1,2 km      | dowolna            | 14:38:05   | 8:48    | Norwegia Ingvild Flugstad Østberg Maiken Caspersen Falla | [ 26 ] |

### Skoki narciarskie
| Lp. | Data       | Miejsce          | Medal   | Zawodnik                   | Skocznia | Skok 1 | Skok 2 | Skok 3 | Nota   | Strata | Zwycięzca                                                                       | Źródło |
| --- | ---------- | ---------------- | ------- | -------------------------- | -------- | ------ | ------ | ------ | ------ | ------ | ------------------------------------------------------------------------------- | ------ |
| 1.  | 27.02.1938 | Lahti            | srebrny | Stanisław Marusarz         | duża     | 66,0   | 67,0   | –      | 226,1  | 0,3    | Asbjørn Ruud                                                                    | [ 38 ] |
| 2.  | 21.02.1962 | Zakopane         | srebrny | Antoni Łaciak              | normalna | 68,5   | 64,5   | 71,5   | 222,5  | 0,9    | Toralf Engan                                                                    | [ 39 ] |
| 3.  | 21.02.1970 | Wysokie Tatry    | brązowy | Stanisław Gąsienica-Daniel | duża     | 92,0   | 100,5  | –      | 211,8  | 14,2   | Garij Napałkow                                                                  | [ 40 ] |
| 4.  | 11.02.1972 | Sapporo          | złoty   | Wojciech Fortuna           | duża     | 111,0  | 87,5   | –      | 219,9  | –      | –                                                                               | [ 41 ] |
| 5.  | 19.02.2001 | Lahti            | srebrny | Adam Małysz                | duża     | 126,0  | 128,5  | –      | 273,5  | 2,8    | Martin Schmitt                                                                  | [ 42 ] |
| 6.  | 23.02.2001 | Lahti            | złoty   | Adam Małysz                | normalna | 89,5   | 98,0   | –      | 246,0  | –      | –                                                                               | [ 43 ] |
| 7.  | 22.02.2003 | Val di Fiemme    | złoty   | Adam Małysz                | duża     | 134,0  | 136,0  | –      | 289,0  | –      | –                                                                               | [ 44 ] |
| 8.  | 28.02.2003 | Val di Fiemme    | złoty   | Adam Małysz                | normalna | 104,0  | 107,5  | –      | 279,0  | –      | –                                                                               | [ 45 ] |
| 9.  | 03.03.2007 | Sapporo          | złoty   | Adam Małysz                | normalna | 102,0  | 99,5   | –      | 277,0  | –      | –                                                                               | [ 46 ] |
| 10. | 26.02.2011 | Oslo             | brązowy | Adam Małysz                | normalna | 97,5   | 102,0  | –      | 252,2  | 17,0   | Thomas Morgenstern                                                              | [ 47 ] |
| 11. | 28.02.2013 | Val di Fiemme    | złoty   | Kamil Stoch                | duża     | 131,5  | 130,0  | –      | 295,8  | –      | –                                                                               | [ 23 ] |
| 12. | 02.03.2013 | Val di Fiemme    | brązowy | Maciej Kot                 | duża     | 123,0  | 128,5  | –      | 1121,0 | 14,9   | Austria Wolfgang Loitzl Manuel Fettner Thomas Morgenstern Gregor Schlierenzauer | [ 25 ] |
| 12. | 02.03.2013 | Val di Fiemme    | brązowy | Piotr Żyła                 | duża     | 122,0  | 126,0  | –      | 1121,0 | 14,9   | Austria Wolfgang Loitzl Manuel Fettner Thomas Morgenstern Gregor Schlierenzauer | [ 25 ] |
| 12. | 02.03.2013 | Val di Fiemme    | brązowy | Dawid Kubacki              | duża     | 126,0  | 128,0  | –      | 1121,0 | 14,9   | Austria Wolfgang Loitzl Manuel Fettner Thomas Morgenstern Gregor Schlierenzauer | [ 25 ] |
| 12. | 02.03.2013 | Val di Fiemme    | brązowy | Kamil Stoch                | duża     | 134,0  | 130,0  | –      | 1121,0 | 14,9   | Austria Wolfgang Loitzl Manuel Fettner Thomas Morgenstern Gregor Schlierenzauer | [ 25 ] |
| 13. | 28.02.2015 | Falun            | brązowy | Piotr Żyła                 | duża     | 123,0  | 123,5  | –      | 848,1  | 24,5   | Norwegia Anders Bardal Anders Jacobsen Anders Fannemel Rune Velta               | [ 27 ] |
| 13. | 28.02.2015 | Falun            | brązowy | Klemens Murańka            | duża     | 120,5  | 128,0  | –      | 848,1  | 24,5   | Norwegia Anders Bardal Anders Jacobsen Anders Fannemel Rune Velta               | [ 27 ] |
| 13. | 28.02.2015 | Falun            | brązowy | Jan Ziobro                 | duża     | 116,0  | 125,5  | –      | 848,1  | 24,5   | Norwegia Anders Bardal Anders Jacobsen Anders Fannemel Rune Velta               | [ 27 ] |
| 13. | 28.02.2015 | Falun            | brązowy | Kamil Stoch                | duża     | 129,5  | 126,0  | –      | 848,1  | 24,5   | Norwegia Anders Bardal Anders Jacobsen Anders Fannemel Rune Velta               | [ 27 ] |
| 14. | 02.03.2017 | Lahti            | brązowy | Piotr Żyła                 | duża     | 127,5  | 131,0  | –      | 276,7  | 2,6    | Stefan Kraft                                                                    | [ 28 ] |
| 15. | 04.03.2017 | Lahti            | złoty   | Piotr Żyła                 | duża     | 130,5  | 123,0  | –      | 1104,2 | –      | –                                                                               | [ 29 ] |
| 15. | 04.03.2017 | Lahti            | złoty   | Dawid Kubacki              | duża     | 129,0  | 119,5  | –      | 1104,2 | –      | –                                                                               | [ 29 ] |
| 15. | 04.03.2017 | Lahti            | złoty   | Maciej Kot                 | duża     | 130,5  | 121,5  | –      | 1104,2 | –      | –                                                                               | [ 29 ] |
| 15. | 04.03.2017 | Lahti            | złoty   | Kamil Stoch                | duża     | 130,5  | 124,5  | –      | 1104,2 | –      | –                                                                               | [ 29 ] |
| 16. | 01.03.2019 | Seefeld in Tirol | złoty   | Dawid Kubacki              | normalna | 93,0   | 104,5  | –      | 218,3  | –      | –                                                                               | [ 30 ] |
| 17. | 01.03.2019 | Seefeld in Tirol | srebrny | Kamil Stoch                | normalna | 91,5   | 101,5  | –      | 215,5  | 2,8    | Dawid Kubacki                                                                   | [ 30 ] |
| 18. | 27.02.2021 | Oberstdorf       | złoty   | Piotr Żyła                 | normalna | 105,0  | 102,5  | –      | 268,8  | –      | –                                                                               | [ 31 ] |
| 19. | 06.03.2021 | Oberstdorf       | brązowy | Piotr Żyła                 | duża     | 139,0  | 139,0  | –      | 1031,2 | 15,4   | Niemcy Pius Paschke Severin Freund Markus Eisenbichler Karl Geiger              | [ 32 ] |
| 19. | 06.03.2021 | Oberstdorf       | brązowy | Andrzej Stękała            | duża     | 122,5  | 127,0  | –      | 1031,2 | 15,4   | Niemcy Pius Paschke Severin Freund Markus Eisenbichler Karl Geiger              | [ 32 ] |
| 19. | 06.03.2021 | Oberstdorf       | brązowy | Kamil Stoch                | duża     | 133,0  | 132,5  | –      | 1031,2 | 15,4   | Niemcy Pius Paschke Severin Freund Markus Eisenbichler Karl Geiger              | [ 32 ] |
| 19. | 06.03.2021 | Oberstdorf       | brązowy | Dawid Kubacki              | duża     | 131,0  | 127,5  | –      | 1031,2 | 15,4   | Niemcy Pius Paschke Severin Freund Markus Eisenbichler Karl Geiger              | [ 32 ] |
| 20. | 25.02.2023 | Planica          | złoty   | Piotr Żyła                 | normalna | 97,5   | 105,0  | –      | 261,8  | –      | –                                                                               | [ 33 ] |
| 21. | 03.03.2023 | Planica          | brązowy | Dawid Kubacki              | duża     | 129,0  | 135,0  | –      | 276,2  | 11,3   | Timi Zajc                                                                       | [ 34 ] |

### Kombinacja norweska
| Lp. | Data           | Miejsce           | Medal   | Zawodnik                  | Skok 1 | Skok 2 | Skok 3 | Nota  | Bieg   | Łącznie | Strata | Zwycięzca        | Źródło        |
| --- | -------------- | ----------------- | ------- | ------------------------- | ------ | ------ | ------ | ----- | ------ | ------- | ------ | ---------------- | ------------- |
| 1.  | 29.-31.01.1956 | Cortina d’Ampezzo | brązowy | Franciszek Gąsienica Groń | 60,0   | 101,5  | 101,5  | 203,0 | 233,8  | 436,8   | 18,2   | Sverre Stenersen | [ 48 ] [ 49 ] |
| 2.  | 19.02.1974     | Falun             | brązowy | Stefan Hula               | 84,5   | 79,5   | –      | 228,4 | 189,53 | 417,93  | 3,21   | Ulrich Wehling   | [ 50 ]        |

## Liczba medali według lat
Polscy narciarze klasyczni zdobywali medale podczas jedenastu edycji mistrzostw świata oraz podczas dwóch igrzysk olimpijskich, w których medal olimpijski oznaczał automatyczne uzyskanie medalu mistrzostw świata. Najwięcej medali w trakcie jednych mistrzostw Polacy zdobyli w 2011 roku w Oslo, gdzie zdobyli cztery medale. Dwukrotnie reprezentanci Polski zdobyli dwa złote medale podczas jednych mistrzostw: w 2003 roku dwa złote medale zdobył Adam Małysz, a w 2009 roku Justyna Kowalczyk.
| Rok i miejsce           | Złoto | Srebro | Brąz | Łącznie |
| ----------------------- | ----- | ------ | ---- | ------- |
| 1938, Lahti             | –     | 1      | –    | 1       |
| 1956, Cortina d’Ampezzo | –     | –      | 1    | 1       |
| 1962, Zakopane          | –     | 1      | –    | 1       |
| 1970, Wysokie Tatry     | –     | –      | 1    | 1       |
| 1972, Sapporo           | 1     | –      | –    | 1       |
| 1974, Falun             | –     | –      | 2    | 2       |
| 1978, Lahti             | 1     | –      | 1    | 2       |
| 2001, Lahti             | 1     | 1      | –    | 2       |
| 2003, Val di Fiemme     | 2     | –      | –    | 2       |
| 2007, Sapporo           | 1     | –      | –    | 1       |
| 2009, Liberec           | 2     | –      | 1    | 3       |
| 2011, Oslo              | –     | 2      | 2    | 4       |
| 2013, Val di Fiemme     | 1     | 1      | 1    | 3       |
| 2015, Falun             | –     | –      | 2    | 2       |
| 2017, Lahti             | 1     | –      | 1    | 2       |
| 2019, Seefeld in Tirol  | 1     | 1      | –    | 2       |
| 2021, Oberstdorf        | 1     | –      | 1    | 2       |
| 2023, Planica           | 1     | –      | 1    | 2       |
| Łącznie                 | 13    | 7      | 14   | 34      |

## Liczba medali według dyscyplin
W skład narciarstwa klasycznego wchodzą trzy dyscypliny – biegi narciarskie, skoki narciarskie i kombinacja norweska. Polacy zdobyli medale w każdej z dyscyplin, przy czym najwięcej – osiemnaście – w skokach narciarskich.
Konkurencjami, w których polscy zawodnicy zdobyli najwięcej medali mistrzostw świata są konkursy indywidualne w skokach narciarskich na normalnej skoczni (osiem medali) i skoczni dużej (siedem).
| Dyscyplina          | Konkurencja                       | Złoto | Srebro | Brąz | Łącznie |
| ------------------- | --------------------------------- | ----- | ------ | ---- | ------- |
| Skoki narciarskie   | skocznia duża indywidualnie       | 3     | 2      | 3    | 8       |
| Skoki narciarskie   | skocznia normalna indywidualnie   | 6     | 2      | 1    | 9       |
| Skoki narciarskie   | skocznia duża drużynowo           | 1     | –      | 3    | 4       |
| Skoki narciarskie   | razem                             | 10    | 4      | 7    | 21      |
| Biegi narciarskie   | bieg na 30 km                     | 1     | 1      | 3    | 5       |
| Biegi narciarskie   | bieg łączony na 15 km             | 1     | 1      | –    | 2       |
| Biegi narciarskie   | bieg na 15 km                     | 1     | –      | –    | 1       |
| Biegi narciarskie   | bieg na 10 km                     | –     | 1      | 1    | 2       |
| Biegi narciarskie   | sprint drużynowy                  | –     | –      | 1    | 1       |
| Biegi narciarskie   | razem                             | 3     | 3      | 5    | 11      |
| Kombinacja norweska | skocznia duża + bieg na 15 km     | –     | –      | 1    | 1       |
| Kombinacja norweska | skocznia normalna + bieg na 15 km | –     | –      | 1    | 1       |
| Kombinacja norweska | razem                             | –     | –      | 2    | 2       |
| Łącznie             | Łącznie                           | 13    | 7      | 14   | 34      |

## Klasyfikacje medalistów
Ośmioro reprezentantów Polski stanęło na najwyższym stopniu podium mistrzostw świata w narciarstwie klasycznym. Najwięcej razy dokonał tego Adam Małysz, który czterokrotnie został mistrzem świata. Trzy złote medale zdobył Piotr Żyła, a dwa Justyna Kowalczyk, Kamil Stoch i Dawid Kubacki. Po jednym złotym medalu zdobyli: Wojciech Fortuna, Józef Łuszczek i Maciej Kot. Fortuna został mistrzem świata na zasadzie „podwójnego mistrzostwa” po zdobyciu złotego medalu igrzysk olimpijskich. Został zatem pierwszym polskim mistrzem świata w narciarstwie klasycznym, a także pierwszym polskim złotym medalistą zimowych igrzysk olimpijskich.

### Klasyfikacja z uwzględnieniem „podwójnego mistrzostwa”
| Miejsce | Medalista                  | Lata      | Dyscyplina          | Złoto | Srebro | Brąz | Razem |
| ------- | -------------------------- | --------- | ------------------- | ----- | ------ | ---- | ----- |
| 1.      | Adam Małysz                | 2001–2011 | skoki narciarskie   | 4     | 1      | 1    | 6     |
| 2.      | Piotr Żyła                 | 2013–2023 | skoki narciarskie   | 3     | –      | 4    | 7     |
| 3.      | Justyna Kowalczyk          | 2009–2015 | biegi narciarskie   | 2     | 3      | 3    | 8     |
| 4.      | Kamil Stoch                | 2013–2021 | skoki narciarskie   | 2     | 1      | 3    | 6     |
| 5.      | Dawid Kubacki              | 2013–2023 | skoki narciarskie   | 2     | –      | 3    | 5     |
| 6.      | Józef Łuszczek             | 1978      | biegi narciarskie   | 1     | –      | 1    | 2     |
| 6.      | Maciej Kot                 | 2013–2017 | skoki narciarskie   | 1     | –      | 1    | 2     |
| 8.      | Wojciech Fortuna           | 1972      | skoki narciarskie   | 1     | –      | –    | 1     |
| 9.      | Stanisław Marusarz         | 1938      | skoki narciarskie   | –     | 1      | –    | 1     |
| 9.      | Antoni Łaciak              | 1962      | skoki narciarskie   | –     | 1      | –    | 1     |
| 11.     | Franciszek Gąsienica Groń  | 1956      | kombinacja norweska | –     | –      | 1    | 1     |
| 11.     | Stanisław Gąsienica-Daniel | 1970      | skoki narciarskie   | –     | –      | 1    | 1     |
| 11.     | Jan Staszel                | 1974      | biegi narciarskie   | –     | –      | 1    | 1     |
| 11.     | Stefan Hula                | 1974      | kombinacja norweska | –     | –      | 1    | 1     |
| 11.     | Sylwia Jaśkowiec           | 2015      | biegi narciarskie   | –     | –      | 1    | 1     |
| 11.     | Klemens Murańka            | 2015      | skoki narciarskie   | –     | –      | 1    | 1     |
| 11.     | Jan Ziobro                 | 2015      | skoki narciarskie   | –     | –      | 1    | 1     |
| 11.     | Andrzej Stękała            | 2021      | skoki narciarskie   | –     | –      | 1    | 1     |

### Klasyfikacja bez uwzględnienia „podwójnego mistrzostwa”
| Miejsce | Medalista                  | Lata      | Dyscyplina          | Złoto | Srebro | Brąz | Razem |
| ------- | -------------------------- | --------- | ------------------- | ----- | ------ | ---- | ----- |
| 1.      | Adam Małysz                | 2001–2011 | skoki narciarskie   | 4     | 1      | 1    | 6     |
| 2.      | Piotr Żyła                 | 2013–2023 | skoki narciarskie   | 3     | –      | 4    | 7     |
| 3.      | Justyna Kowalczyk          | 2009–2015 | biegi narciarskie   | 2     | 3      | 3    | 8     |
| 4.      | Kamil Stoch                | 2013–2021 | skoki narciarskie   | 2     | 1      | 3    | 6     |
| 5.      | Dawid Kubacki              | 2013–2023 | skoki narciarskie   | 2     | –      | 3    | 5     |
| 6.      | Józef Łuszczek             | 1978      | biegi narciarskie   | 1     | –      | 1    | 2     |
| 6.      | Maciej Kot                 | 2013–2017 | skoki narciarskie   | 1     | –      | 1    | 2     |
| 8.      | Stanisław Marusarz         | 1938      | skoki narciarskie   | –     | 1      | –    | 1     |
| 8.      | Antoni Łaciak              | 1962      | skoki narciarskie   | –     | 1      | –    | 1     |
| 10.     | Stanisław Gąsienica-Daniel | 1970      | skoki narciarskie   | –     | –      | 1    | 1     |
| 10.     | Jan Staszel                | 1974      | biegi narciarskie   | –     | –      | 1    | 1     |
| 10.     | Stefan Hula                | 1974      | kombinacja norweska | –     | –      | 1    | 1     |
| 10.     | Sylwia Jaśkowiec           | 2015      | biegi narciarskie   | –     | –      | 1    | 1     |
| 10.     | Klemens Murańka            | 2015      | skoki narciarskie   | –     | –      | 1    | 1     |
| 10.     | Jan Ziobro                 | 2015      | skoki narciarskie   | –     | –      | 1    | 1     |
| 10.     | Andrzej Stękała            | 2021      | skoki narciarskie   | –     | –      | 1    | 1     |